# Pimpinella isaurica
Pimpinella isaurica är en flockblommig växtart som beskrevs av Victoria Ann Matthews. Pimpinella isaurica ingår i släktet bockrötter, och familjen flockblommiga växter. Inga underarter finns listade i Catalogue of Life.